# She, Huangshan
She, tidigare romaniserat Sihsien, är ett härad i staden Huangshan i provinsen Anhui i östra Kina. Det ligger omkring 260 kilometer sydost om provinshuvudstaden Hefei.
She är indelat i 15 köpingar, 13 socknar samt en administrativ enhet på sockennivå.
Köpingar (zhen):

- Bei'an (北岸镇)
- Chakou (岔口镇)
- Fu'e (富堨镇)
- Guilin (桂林镇)
- Huicheng (徽城镇)
- Jiekou (街口镇)
- Qizili (杞梓里镇)
- Sanyang (三阳镇)
- Shendu (深渡镇)
- Wangcun (王村镇)
- Xiakeng (霞坑镇)
- Xiongcun (雄村镇)
- Xitou (溪头镇)
- Xucun (许村镇)
- Zhengcun (郑村镇)

Socknar (xiang):

- Changgai (长陔乡)
- Changxi (昌溪乡)
- Huangtian (璜田乡)
- Jinchuan (金川乡)
- Kengkou (坑口乡)
- Sencun (森村乡)
- Shangfeng (上丰乡)
- Shaolian (绍濂乡)
- Shimen (石门乡)
- Shishi (狮石乡)
- Wuyang (武阳乡)
- Xiaochuan (小川乡)
- Xinxikou (新溪口乡)

Områden på sockennivå:
- Shexian Jingji Kaifaqu ekonomisk utvecklingszon (歙县经济开发区)